# Philemon Masinga
Philemon Raul „Phil” Masinga (ur. 28 czerwca 1969 w Klerksdorpie, zm. 13 stycznia 2019 w Johannesburgu) – południowoafrykański piłkarz.

## Życiorys
Karierę piłkarską rozpoczął w rodzimym Jomo Cosmos. W 1 lidze RPA zadebiutował w barwach Mamelodi Sundowns, gdzie grał przez 2 sezony. W 1994 roku przeszedł do angielskiego klubu Leeds United za 275 000 funtów.
Następnie grał w szwajcarskim FC Sankt Gallen, gdzie zagrał 10 spotkań i włoskiej Salernitanie Calcio, gdzie zagrał w 16 spotkaniach, strzelając 4 gole. W październiku 1996 roku Masinga podpisał kontrakt z SSC Bari.
W 1998 roku został powołany do reprezentacji RPA. Masinga z reprezentacją RPA wystąpił na Mistrzostwa Świata 1998 we Francji, gdzie zagrał w 2 spotkaniach.
W następnym sezonie strzelił w klubie 11 bramek. Jednak następnie nabawił się urazu wskutek pozaboiskowego wypadku.
Po wyleczeniu kontuzji był rezerwowym w swoim zespole. W sezonie 2000/2001 Bari spadło do Serie B, a Masinga przeniósł się do Zjednoczonych Emiratów Arabskich.
Przez kilka miesięcy Masinga grał w Al-Wahda. W 2002 roku zakończył karierę. Następnie pracował jako menedżer w Południowoafrykańskiej Federacji Piłkarskiej. Był również członkiem komitetu organizacyjnego Mistrzostw Świata 2010, które odbyły się w RPA.
Masinga był żonaty z Carol, miał dwójkę dzieci, Sifiso i Teneko.